# Šerići (Živinice)
Pour les articles homonymes, voir Šerići.
Šerići (en cyrillique : Шерићи) est une localité de Bosnie-Herzégovine. Elle est située dans la municipalité de Živinice, dans le canton de Tuzla et dans la fédération de Bosnie-et-Herzégovine. Selon les premiers résultats du recensement bosnien de 2013, elle compte 2 855 habitants.

## Géographie
Le village est situé au bord du lac de Modrac et au bord de la rivière Suha.

## Démographie

### Évolution historique de la population dans la localité
| 1948 | 1953 | 1961  | 1971  | 1981  | 1991  | 2013  |
| ---- | ---- | ----- | ----- | ----- | ----- | ----- |
| -    | -    | 1 815 | 2 284 | 2 624 | 2 833 | 2 855 |

|  |